# Очеретянка іржастоголова
Очеретянка іржастоголова (Horornis carolinae) — вид горобцеподібних птахів родини Cettiidae.

## Поширення
Ендемік острова Ямдена (Молуккські острови на сході Індонезії). Природним середовищем існування є субтропічний або тропічний вологий низинний ліс.

## Спосіб життя
Мешкає у густих лісах. Полює на дрібних комах у підліску і на землі.